# Thanksgiving (película de 2023)
Thanksgiving es una película de slasher estadounidense dirigida por Eli Roth y producida por Roger Birnbaum, a partir de un guion escrito por Roth y Jeff Rendell. Está basado en el tráiler simulado de Roth del mismo nombre de Grindhouse (2007). La película está protagonizada por Patrick Dempsey, Addison Rae, Milo Manheim, Jalen Thomas Brooks, Nell Verlaque, Rick Hoffman y Gina Gershon.
Thanksgiving fue estrenada en los Estados Unidos el 17 de noviembre de 2023 por TriStar Pictures de Sony Pictures Releasing.

## Argumento
El día de acción de gracias, en Plymouth, Massachusetts, una multitud se reúne frente a la tienda RightMart para preparar las rebajas del Viernes Negro. Jessica Wright, cuyo padre, Thomas, es el dueño de la tienda, deja entrar antes a sus amigos Gaby, Bobby, Evan, Scuba y Yulia. La multitud se percata de su presencia y entra en estampida en la tienda. En el caos que se desata, Amanda Collins (esposa del gerente de RightMart, Mitch), un guardia de seguridad y un cliente resultan muertos, y Bobby sufre la rotura de un brazo. Más tarde, Bobby se marcha de Plymouth.
Al año siguiente, RightMart comienza los preparativos para otra venta del Viernes Negro. Cuando Bobby regresa a Plymouth, una camarera llamada Lizzie es asesinada por una figura que lleva una máscara de John Carver. La implicación de Lizzie en el incidente de RightMart lleva a la policía a creer que los implicados son un objetivo.
El agresor, ahora llamado "John Carver", etiqueta a Jessica y a sus amigos en espeluznantes publicaciones en las redes sociales. Jessica presta las imágenes de la cámara del incidente de RightMart al sheriff de la ciudad, Eric Newlon. Carver mata a varios residentes más implicados en los disturbios, incluidos los estudiantes Lonnie y Amy, y el guardia de seguridad Manny. Evan y Gaby pronto son secuestrados mientras que Yulia es atacada en su casa. Jessica y Scuba consiguen llegar hasta allí pero son incapaces de impedir que Carver destripe a Yulia con una sierra. La policía intenta atraer a Carver haciendo que la familia Wright participe en el desfile de Acción de Gracias. Carver, con un disfraz diferente, decapita a una mascota y hace estallar bombas de humo, provocando un caos en el que consigue secuestrar a Jessica, a su madrastra Kathleen, a Thomas y a Scuba.
Kathleen es preparada y cocinada viva en el escondite de Carver. Su cadáver se sirve como "pavo" en una mesa en la que están sentados los rehenes y los cadáveres de las víctimas. A continuación, Carver apalea a Evan hasta matarlo en directo delante de los demás. Jessica y Scuba escapan de la mesa y Carver persigue a Jessica por el bosque. Después, se encuentra con Eric tendido en el suelo y sigue señales de movimiento hasta un edificio donde se almacenan los materiales de la carroza del desfile. Ve a Bobby disfrazado de Carver, pero Eric se une a ella y le dice que salga. Se oyen disparos, pero Bobby no aparece.
La policía informa a Jessica de que sus amigos y su padre están a salvo. En la oficina del sheriff, Jessica se da cuenta de que los mismos restos del bosque que estaban pegados a su ropa también están pegados al dobladillo de los pantalones de Eric, lo que revela que él es el asesino. Jessica le pregunta a Eric por qué cometió la matanza y él le revela el motivo de los asesinatos: Después de que la mujer de Eric le dejara, conoció a Amanda Collins y tuvo una aventura con ella. Amanda se quedó embarazada de él y planeó divorciarse de Mitch para estar con él. Amanda estaba embarazada cuando fue asesinada durante el incidente de RightMart. Eric empezó a perseguir a los que consideraba responsables de los disturbios, ya que su negligencia y violencia causaron la muerte de Amanda. Eric había secuestrado a Bobby y le había puesto el disfraz de Carver para inculparle.
Jessica revela entonces a un horrorizado Eric que ha retransmitido en directo su confesión, exponiéndole como el asesino. Eric la ataca, pero Bobby interviene. Un Eric enfurecido ataca de nuevo, con la intención de matar a Jessica por arruinar sus planes y su vida. Jessica carga un trabuco con el brazalete de su madre y derriba un globo atado a un tanque de gas, provocando una explosión que envuelve al sheriff.
Jessica se reúne con Gaby y Scuba mientras Bobby es trasladado al hospital. Las autoridades son incapaces de encontrar el cuerpo de Eric y creen que fue incinerado en la explosión. Reunida con su novio Ryan, Jessica tiene una pesadilla en la que es atacada por un Eric en llamas.

## Reparto
- Patrick Dempsey como Sheriff Eric Newlon[3]
- Nell Verlaque como Jessica Wright
- Jalen Thomas Brooks como Bobby "Golden Arm" Di Stasi
- Milo Manheim[4]como Ryan Baker
- Addison Rae[5]como Gabby
- Rick Hoffman como Thomas Wright[6]
- Karen Cliche como Kathleen Wright
- Gabriel Davenport como Claude "Scuba" Dybing
- Tomaso Sanelli como Evan Fletcher
- Jenna Warren como Yulia
- Ty Olsson como Mitch Collins
- Gina Gershon como Amanda Collins[6]
- Jeff Teravainen como Oficial Bret Labelle
- Joe Delfin como Mcarty
- Tim Dillon como Manny
- Russell Yuen como Detective Peter Chu
- Amanda Barker como Lizzie McMullen
- Mika Amonsen como Lonnie
- Shailyn Griffin como Amy
- Chris Sandiford como Doug
- Lynne Griffin como Abuela
- Adam MacDonald como la voz de John Carver

## Producción

### Desarrollo
Después de que el director Eli Roth creara el tráiler falso de la película, Thanksgiving, para la película Grindhouse (2007), comenzaron los planes para una adaptación de largometraje. En 2010, Roth le dijo a CinemaBlend que estaba escribiendo el guion con Jeff Rendell y que esperaba completarlo una vez que terminara con la prensa de El último exorcismo (2010). En agosto de 2012, Jon Watts y Christopher D. Ford estaban listos para escribir el guion con Roth y Rendell después de que terminaron de escribir Clown (2014), producida por Roth. En junio de 2016, Roth reveló en Reddit que el guion aún necesitaba trabajo para que la película estuviera a la altura del avance. En febrero de 2019, los informes indicaron que Roth estaba programado para dirigir una película de terror no revelada para Miramax el próximo mes en Boston, Massachusetts. Bloody Disgusting especuló que la película podría ser Thanksgiving, pero no pudo verificarlo.
En enero de 2023, Deadline Hollywood informó que Spyglass Media Group estaba produciendo la película. Roth se apartaría de Borderlands (2024), pasando fotografías adicionales a Tim Miller, para poder dirigir la película.

### Casting
En febrero de 2023, Patrick Dempsey fue elegido para la película, mientras que Addison Rae fue elegida para el papel principal ese mismo mes. Jalen Thomas Brooks, Nell Verlaque y Milo Manheim fueron elegidos para papeles no revelados.

### Rodaje
La fotografía principal tuvo lugar en Toronto y Hamilton, Ontario, del 13 de marzo al 5 de mayo de 2023.

## Estreno
Thanksgiving fue estrenada en los Estados Unidos por TriStar Pictures, a través de Sony Pictures Releasing, el 17 de noviembre de 2023.

## Recepción
Thanksgiving recibió reseñas generalmente positivas de parte de la crítica y de la audiencia. En el sitio web agregador de reseñas Rotten Tomatoes, la película posee una aprobación de 82%, basada en 119 reseñas, con una calificación de 6.8/10 y un consenso crítico que dice "Combinando humor desgarrador con gore deliciosamente exagerado, Thanksgiving es un festín para los fanáticos del grindhouse". De parte de la audiencia tiene una aprobación de 85%, basada en más de 1000 votos, con una calificación de 4.3/5.
El sitio web Metacritic le dio a la película una puntuación de 63 de 100, basada en 34 reseñas, indicando "reseñas mixtas o promedio". Las audiencias encuestadas por CinemaScore le otorgaron a la película una "B-" en una escala de A+ a F, mientras que en el sitio IMDb los usuarios le asignaron una calificación de 7.0/10, sobre la base de más de más de 8100 votos. En la página web FilmAffinity la película tiene una calificación de 6.1/10, basada en 684 votos.

## Secuela
Pocos días después de su lanzamiento, el director de la película, Eli Roth confirmó en un post de Instagram que se daba luz verde a la secuela que continuaría directamente los eventos de la primera película. 
Para la misma se esperan los regresos de Nell Verlaque, Patrick Dempsey, Addison Rae, Jalen Thomas Brooks, Milo Manheim, Rick Hoffman, Gabriel Davenport, Joe Delfin y Jeff Teravainen. 
Además se confirmó como primer fichaje la presencia de la actriz Elizabeth Shue en un papel desconocido.